# George Gower

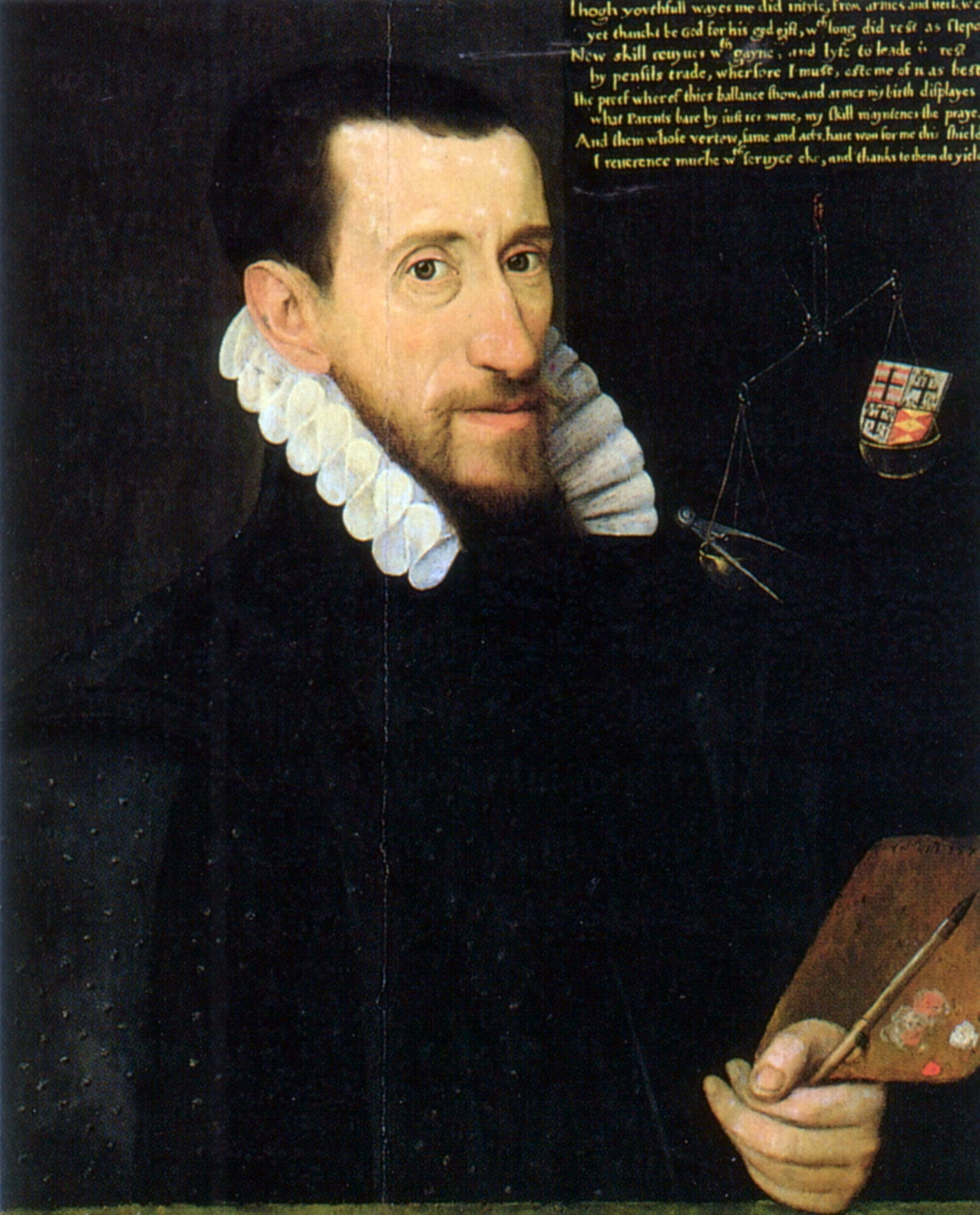
George Gower, Autorretrato, 1579, colección privada.

George Gower (c. 1540 – Londres, 1596) fue un pintor de retratos inglés el cual llegó a ejercer el cargo de pintor oficial de la reina Isabel I de Inglaterra en 1581.

## Su vida
Poco se sabe sobre su vida anterior, excepto que era uno de los nietos de sir John Gower de Stettenham, en Yorkshire.
Sus primeras obras documentadas son los dos retratos de 1573 compañero de sir Thomas Kytson y su esposa Lady Kytson, las cuales se encuentran en la Tate de Londres.
Gower pintó su propio auto retrato en 1579 donde puede apreciarse a su derecha su escudo de armas el cual usaba frecuentemente como marca para identificar sus obras. Este escudo de su familia marcaba una diferencia del resto de los pintores de la época los cuales eran generalmente considerados poco más que unos pobres artesanos.

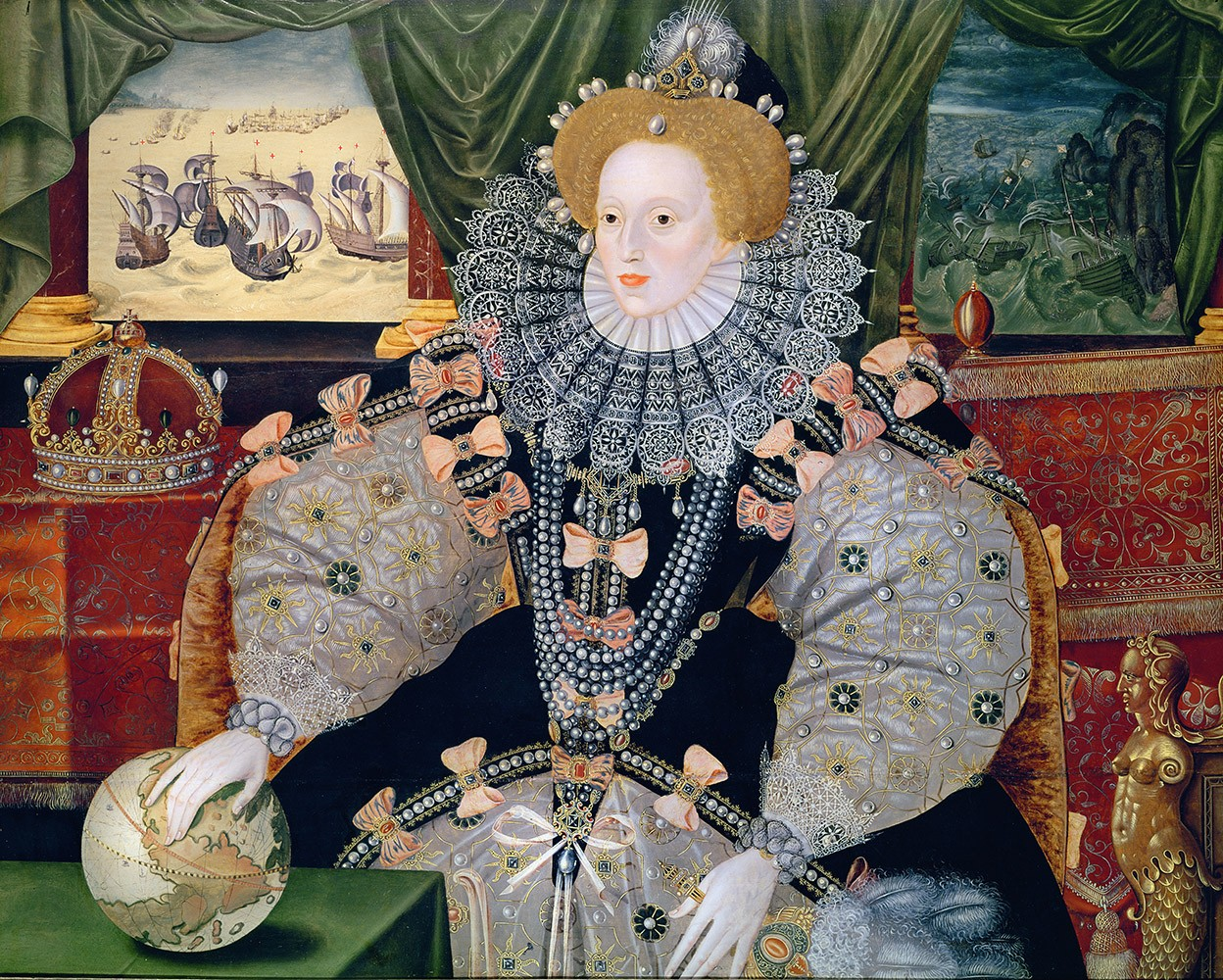
Retrato de Isabel I de George Gower (1588), conocido como Retrato de la Armada.

Gower fue nombrado pintor oficial de la reina Isabel en 1581. Esto le permitió realizar la mayoría de retratos de la aristocracia de Inglaterra. El puesto también lo hizo responsable de la decoración y pintura de las residencias reales, de los cortinados y los muebles. Entre sus obras se hallan una fuente de agua (ya destruida) y el reloj astronómico, ambos en el palacio de la Corte de Hampton. También era inspector de los retratos de la Reina por otros artistas antes de su lanzamiento oficial. Él mismo retrató a la reina en el retrato Plimpton Sieve en 1579, y luego en 1588 en el Armada Portrait, considerada la mejor y más conocida obra de Gower, ahora atesorada en Woburn Abbey y pintada para conmemorar la derrota de la Armada Invencible. Además se atribuye a Gower una versión reducida de esta pintura que se encuentra en la National Portrait Gallery de Londres. La versión de "Drake", está realizada por una mano diferente.